# Tim Cook
Timothy „Tim“ Donald Cook (* 1. listopadu 1960) je generální ředitel (CEO) společnosti Apple Inc.

## Biografie
Pochází z Robertsdale v Alabamě z rodiny penzionovaného dělníka v docích. Jeho alma mater je Auburn University, kde v roce 1982 získal bakalářský titul z průmyslového inženýrství. V roce 1988 získal magisterský titul na soukromé Dukeově univerzitě v Severní Karolíně. Už během tamního studia ekonomického směru pracoval v počítačové logistice v IBM, kde strávil celkem 12 let. Poté pracoval krátce v Intelligent Electronics a půl roku ve firmě Compaq.

### Působení v Apple
Do společnosti Apple nastoupil v roce 1998, krátce po Jobsově návratu do firmy, a to na pozici hlavního provozního viceprezidenta (senior vice president of operations). Firma se v té době potýkala s obtížemi, Cook to však později ve svém projevu v roce 2010 označil za „ojedinělou životní příležitost pracovat s tvůrčím géniem“. V roce 2002 se stal výkonným viceprezidentem pro celosvětový prodej a provoz. V roce 2007 byl povýšen na provozního ředitele (COO).
Dne 25. srpna 2011 rezignoval ze zdravotních důvodů zakladatel Applu Steve Jobs na pozici generálního ředitele a do ředitelského křesla byl jmenován právě Tim Cook. Tuto pozici už krátkodobě zastával v letech 2004, 2009 a 2011, kdy byl Steve Jobs v rekonvalescenci po operaci slinivky a transplantaci jater.

### Power 50
Magazín Out ho v dubnu 2011 uvedl jako nováčka ve svém seznamu 50 nejvlivnějších LGBT osobností USA, a to rovnou na prvním místě, kde se udržel i v následujících dvou letech. Až v roce 2014 ho sesadila na druhou příčku bavička a producentka Ellen DeGeneresová, toho roku moderující Oscarový ceremoniál a zažívající rekordní sledovanost svého pořadu. Podle magazínu však zůstal Cook i nadále nejvlivnějším gayem v korporátní Americe.
On sám o své sexuální orientaci nikdy veřejně nemluvil. V listopadu 2013 vyzýval senátory amerického kongresu k přijetí zákona, který by zaručoval nediskriminaci LGBT pracovníků na pracovišti. V prosinci 2013 na univerzitní akci promluvil o předsudcích, kterým musel čelit: „Od těch raných dob jsem viděl a zažil mnoho způsobů diskriminace a všechny byly založené na strachu z lidí, kteří byli jiní než většina.“ Šlo o projev, který držel po převzetí ceny za celoživotní přínos, jež udílí v rámci cen IQLA Fakulta humanitních věd Auburn University.
V červnu 2014 Cooka veřejně outoval moderátor pořadu Squawk On The Street na stanici CNBC, když uvedl „Myslím, že Tim Cook se moc neskrývá s tím, že je gay v čele Apple, že?“ a do nastalého ticha dodal: „Aspoň jsem si to myslel.“ Sloupkař The New York Times James R. Stewart, s nímž moderátor Simon Hobbs rozmlouval, jen uvedl, že žádné konkrétní osoby komentovat nebude.
Dne 30. října 2014 se Tim Cook veřejně přihlásil ke své sexuální orientaci, a to obsáhlým projevem v editorialu magazínu Bloomberg Businessweek, v němž mimo jiné uvedl: „Jsem hrdý na to, že jsem gay, a svou orientaci považuji za jeden z největších darů, který mi Bůh dal.“ Jednou z mediálně sledovaných reakcí na Cookův coming out bylo odstranění pomníku, který byl postaven jeho předchůdci Stevu Jobsovi na nádvoří petrohradské Vědeckovýzkumné univerzity informačních technologií. Ruský investiční holding ZEFS jej demontoval s odůvodněním, že je kvůli Cookově homosexualitě v rozporu s tamním zákazem propagace netradičních sexuálních styků mezi mládeží.